# Parc des sports d'Oberwerth
 (avril 2025).
Si vous disposez d'ouvrages ou d'articles de référence ou si vous connaissez des sites web de qualité traitant du thème abordé ici, merci de compléter l'article en donnant les références utiles à sa vérifiabilité et en les liant à la section « Notes et références ».
Pour les articles homonymes, voir Parc des Sports.
Le Parc des Sports d'Oberwerth est un complexe sportif situé à Coblence, comportant un stade, un gymnase et une salle d'armes. Il est situé dans la rue Jupp-Gauchel et le district d'Oberwerth. 

## Histoire

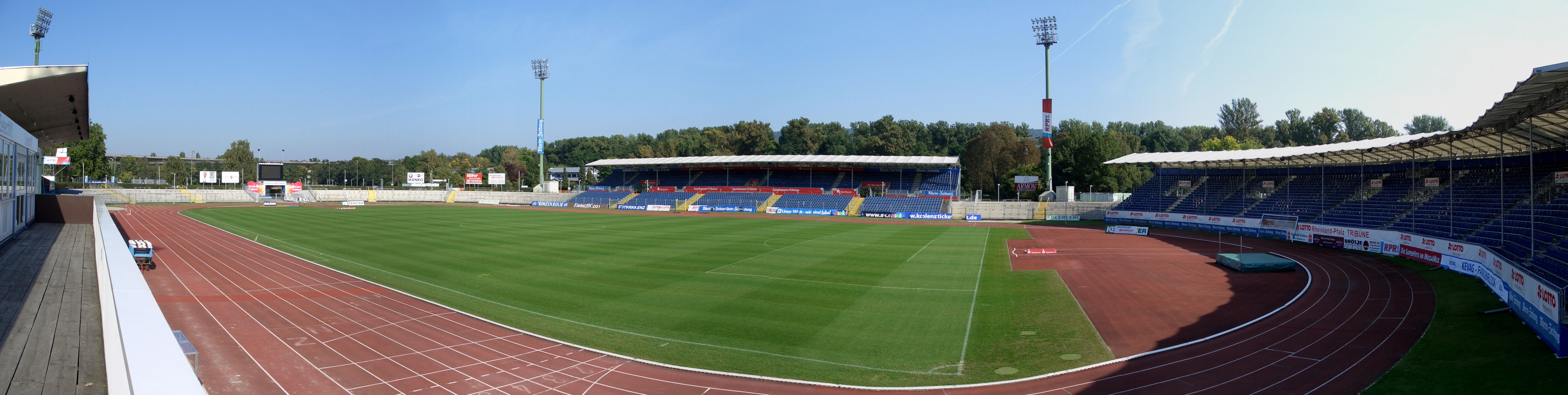
Vue intérieure du stade